# Gastón Bojanich
Gastón Darío Bojanich , (Buenos Aires, Argentina) es un futbolista argentino. Juega de defensor en Villa Dalmine

## Logros
- Ascenso B Metropolitana con Barracas Central 2009-2010.
- Ascenso a Primera A (Argentina) con Club Atlético Temperley 2014.
- Semifinal con Argentinos Juniors de la Copa de la Superliga Argentina en 2019.

## Clubes
Jugó en Argentinos desde Infantiles hasta la Novena donde pasó a Club San Lorenzo de Almagro y jugó ahí hasta Reserva.
| Club               | País      | Año           |
| ------------------ | --------- | ------------- |
| Lamadrid           | Argentina | 2004-2008     |
| Barracas Central   | Argentina | 2008-2014     |
| Temperley          | Argentina | 2014-2017     |
| Tigre              | Argentina | 2000 a/c      |
| Argentinos         | Argentina | 2018-2019     |
| Barracas Central   | Argentina | 2019-2020     |
| Nueva Chicago      | Argentina | 2020-2021     |
| Temperley          | Argentina | 2021-2024     |
| Club Villa Dálmine | Argentina | 2024-presente |